# TRAPPIST-1h
TRAPPIST-1h es un planeta extrasolar que forma parte de un sistema planetario formado por al menos siete planetas. Orbita la estrella enana ultrafría denominada TRAPPIST-1 aproximadamente a 40 años luz en la constelación de Acuario. Fue descubierto en 2017 por el TRAPPIST, así como por el telescopio espacial Spitzer, el VLT de Chile y alguno más, por medio de tránsito astronómico.

## Características

### Masa, radio y temperatura
TRAPPIST-1h es un exoplaneta del tamaño de la Tierra, lo que significa que tiene una masa y un radio cercanos a la de la Tierra. Tiene una temperatura de equilibrio de 168 K (-105 °C; -157 °F).

### Estrella anfitriona
El planeta orbita una estrella enana ultrafria (tipo M) llamada TRAPPIST-1. La estrella tiene una masa de 0,08 M☉ y un radio de 0,11 R☉. Tiene una temperatura de 2550 K y tiene al menos 500 millones de años de antigüedad. En comparación, el Sol tiene 4600 millones de años de antigüedad y tiene una temperatura de 5778 K. La estrella es rica en metales, con una metalicidad ([Fe / H]) de 0.04 o 109 % de la cantidad solar. Esto es particularmente extraño ya que estas estrellas de baja masa cercanas al límite entre las enanas marrones y las estrellas que funden el hidrógeno deberían tener un contenido de metal considerablemente menor que el Sol. Su luminosidad (L☉) es 0,05 % de la del Sol.
La magnitud aparente de la estrella, o lo brillante que aparece desde la perspectiva de la Tierra, es 18.8. Por lo tanto, es demasiado tenue para ser visto a simple vista.

### Órbita
TRAPPIST-1h orbita su estrella de acogida con un período orbital de 18 764 días y un radio orbital de aproximadamente 0.063 AU (comparado con la distancia de Mercurio al Sol, que es de aproximadamente 0.38 AU).

### Podría albergar agua
Aunque TRAPPIST-1h está en la línea de nieve podría albergar agua líquida bajo una atmósfera rica en H 2, ya sea primordial o resultante de desgasificación continua combinada con calentamiento interno. Mas llamaradas que produce la estrella ya que la enanas roja son muy activas producen llamaradas fuerte que hacen freír los objetos o planetas más cercanos, hace que  la radiación solar llegue a ella menos fuerte ya que está retirada y no se freiria como los otros planetas sino calentaria generando una temperatura estable o una radiación perfecta.